# جوناثان كريسيسا
جوناثان كريسيسا (بالإنجليزية: Jonathan Kiriisa) (مواليد 23 يونيو 1959) هو ملاكم أوغندي، مثّل بلاده في الألعاب الأولمبية الصيفية 1984.

## روابط خارجية
جوناثان كريسيسا على موقع بوكس ريك (الإنجليزية) (registration required)
- جوناثان كريسيسا على موقع اللجنة الأولمبية الدولية (الإنجليزية)
- جوناثان كريسيسا على موقع أوليمبيديا (الإنجليزية)
- جوناثان كريسيسا على موقع اتحاد ألعاب الكومنولث (مؤرشف) (الإنجليزية)